# Latexkleidung

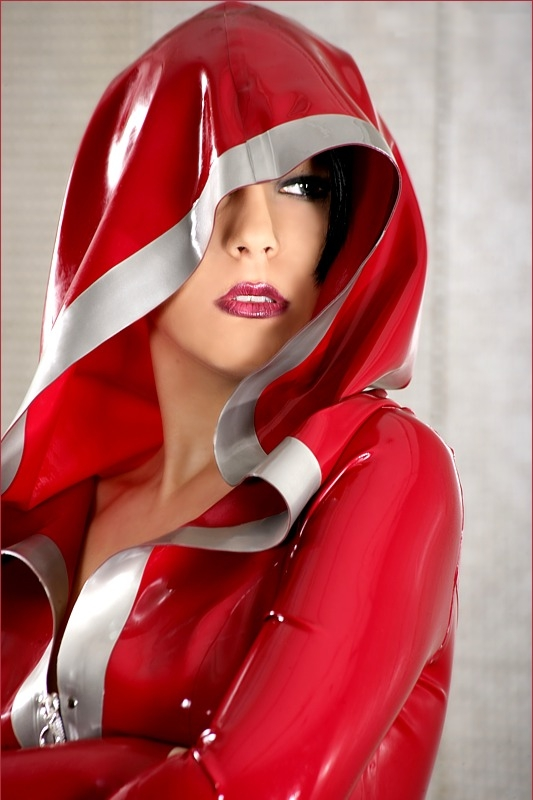
Beispiel für Latexkleidung

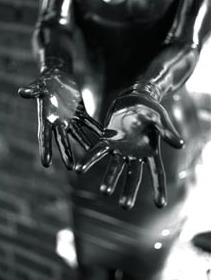
Latexhandschuhe

Latexkleidung bezeichnet Kleidungsstücke, die aus (Natur-)Gummi oder Naturkautschuk gefertigt sind.

## Nomenklatur
Latexkleidung müsste korrekterweise Gummikleidung heißen, denn mit Latex werden verschiedene Substanzen bezeichnet, so auch der Milchsaft des Kautschukbaumes (Hevea brasiliensis). Nach der Vorbehandlung durch Räuchern/Walzen wird daraus Kautschuk. Erst durch Vulkanisation, also das Einbringen von Schwefel und Erhitzen, wird das Material stabilisiert. Dieses Endprodukt nennt man dann Gummi. Der gleiche Begriff wird auch für die synthetische Herstellung aus Erdöl verwendet, da das Endprodukt chemisch identisch ist. Gemeinhin spricht man aber dennoch von Latexkleidung, um eine Abgrenzung zu Autoreifen etc. deutlich zu machen.
Mittlerweile werden von einigen Herstellern auch recycelte Latexbahnen verwendet, Grundstoff hierfür ist bspw. die Wiederverwertung von Altreifen. Des Weiteren gibt es auch kleine Manufakturen, die ihre Latexbahnen, wie Strukturlatex, auch von Hand gießen. Dazu verwenden sie flüssiges Latex, färben es ein und füllen es bis zur gewünschten Materialstärke in eine Form. Dieses Flüssiglatex hat meist einen geringen Ammoniakgehalt.

## Verwendung
Kleidung aus Latex wird in folgenden Bereichen verwendet:
- als Schutzkleidung vor
  - giftigen oder ätzenden Stoffen (Chemikalien oder Gasen)
  - Infektionen (Medizin)
  - Regen und Schnee (z. B. Regenmäntel, Gummistiefel)
- in der Mode (zum Beispiel für Latexkleider, Kostüme und Latex-Catsuits)
- für Sportbekleidung (z. B. Badekappen)
- im Bereich Gummifetischismus
- im Bereich BDSM

## Produktionsverfahren von Latexkleidung

### Getauchte Ware
Hierbei wird eine Form aus Keramik oder dergleichen in ein Bad aus  flüssigem Latex getaucht und danach herausgezogen. Es bildet sich eine Schicht von ca. 0,05–0,1 mm. Um die gewünschte Dicke des Materials zu erreichen, wird gegebenenfalls mehrfach getaucht.
Nachteil dieser Verfahrensweise ist die schwankende Materialstärke (und daraus resultierend die unterschiedliche Reißfestigkeit). Außerdem ist eine Maßanfertigung nicht möglich.
Gängige Latexartikel, die im Tauchverfahren hergestellt werden, sind Handschuhe und Strümpfe in verschiedenen Längen und Kondome. Auch Luftballons werden auf diese Art hergestellt.

### Geklebte Ware

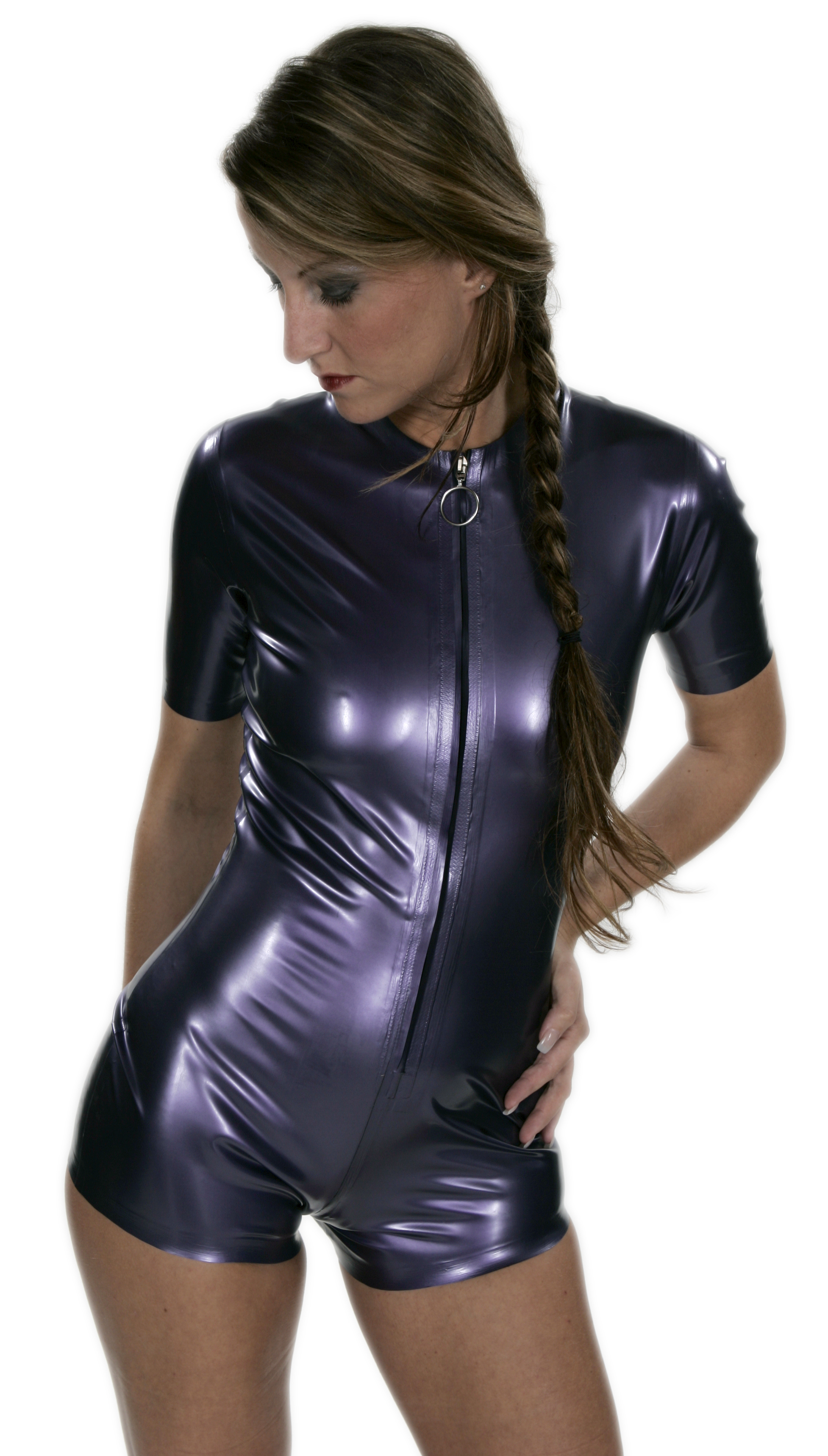
Frau in einem lila Kurzoverall aus Latex.

Hier wird das Kleidungsstück aus Bahnen von bereits fertigem Latex geschneidert. Der Preis ist meist um ein Vielfaches höher als bei getauchter Ware. Die Festigkeit und damit die Haltbarkeit des Materials übertrifft die getauchter Ware allerdings bei weitem. Die Vorteile sind eine konstante Materialstärke und gleichbleibende Festigkeit und Haltbarkeit der Kleidung. Außerdem kann das Kleidungsstück von einem Schneider perfekt an die Figur des Kunden angepasst werden.

### Genähte Ware
Analog den geklebten Waren werden die Kleidungsstücke aus vorgefertigten bzw. vorgeschnittenen Latexbahnen hergestellt, dabei werden diese mit Faden zusammengenäht. Dies wirkt sich zum Teil negativ auf die Elastizität aus – auch wenn versucht wird, die Nähte längenveränderlich auszuführen –, da diese genähten Outfits nicht so stark nachgeben wie geklebte Kleidungsstücke. Zudem wirkt sich jeder Einstich negativ auf die Haltbarkeit aus. Um beim Nähen kleine Risse zu vermeiden, die sich fortsetzen können, wird Latex teilweise mit heißen Nadeln genäht.

## Farben
Die aus der Pflanze gewonnene Latexmilch hat eine weißliche Farbe. Nach der Vorbehandlung durch z. B. Erhitzung bekommt das Material seine typische hellbeige Kautschukfarbe. Bei der Fertigung von Meterware werden neben Schwefel (zur Vulkanisation) auch Farbpigmente zugegeben. Im Prinzip ist dabei jede Farbe möglich, am häufigsten werden die Farben Schwarz und Rot gefertigt. Transparentes und weißes Latex verfärben sich leichter. Mittlerweile bieten einige Hersteller über 100 verschiedene Farben und Abtönungen, auch Latex mit metallischen Effekten.

## Materialstärken
Typische Werte der Materialstärke liegen bei getauchtem Material zwischen 0,25 und 0,75 mm. Bei geklebten Stücken liegt die am häufigsten verarbeitete Stärke zumeist bei 0,25–0,60 mm. In Stärken von 0,80 bis 1,50 mm werden auch Catsuits gefertigt, aufgrund der nachlassenden Elastizität des Materials jedoch eher selten. Mäntel, Jacken und Jeans, teilweise auch Accessoires, werden in Materialstärken von meist 0,8 bis 4 mm gefertigt. Gerade strukturiertes Latex ist immer beliebter und wird meist erst ab 0,6 mm angeboten. Auf dem Markt sind Stärken bis 8 mm erhältlich, wobei solche dickwandigen Ganzanzüge bis 30 kg wiegen können.
Die Dicke des Gummis wird neben der Dehnungsfähigkeit meist als Maß für den Tragekomfort angesehen. So werden beispielsweise Strümpfe aus 0,25 bis maximal 0,40 mm Material gefertigt. Je stärker das Material ist, umso höher ist die Reißfestigkeit, aber umso geringer die Dehnung. Insbesondere bei Strümpfen an den stark belasteten Fersen erwartet man hohe Reißfestigkeit. Es gibt auch Latexstrümpfe, wie mehrteilige Nahtstrümpfe aus diesem Material, die an den besonders strapazierten Stellen mit dickerem Gummi kombiniert werden. Die kleinere Schichtdicke ermöglicht einen wesentlich höheren Tragekomfort, insbesondere wenn das Latexkleidungsstück unter der normalen Kleidung getragen wird.